# جنگ روسیه و گرجستان
جنگ روسیه و گرجستان در سال ۲۰۰۸، جنگی بین روسیه و جمهوری‌های خودخوانده اوستیای جنوبی و آبخاز مورد حمایت روسیه، علیه گرجستان بود. این جنگ در ماه اوت، به دنبال یک بحران دیپلماتیک بین روسیه و گرجستان، از جمهوری‌های تشکیل‌دهنده اتحاد جماهیر شوروی سابق و در منطقه مهم و استراتژیک قفقاز جنوبی رخ داد که نخستین جنگ اروپایی قرن بیست و یکم بود.
پس از سال‌ها جدال سیاسی روسیه و گرجستان و دخالت‌های روسیه، گرجستان سرکوب استقلال‌طلبان اوستیای جنوبی را آغاز کرد اما یک آتش‌بس اعلام شد. پس از اعلام آتش‌بس، در تاریخ ۷ اوت ۲۰۰۸ نیروهای ارتش گرجستان در یک عملیات غافلگیرانه، شهر تسخینوالی را تصرف کردندو به درگیری نظامی روسیه و گرجستان منجر شد. فردای آن روز یعنی در ۸ اوت ۲۰۰۸ میلادی، روسیه در واکنش به حملهٔ ارتش گرجستان، بخشی از نیروهای خود را در مرز با اوستیا قرار داد. سپس تانک‌های روسیه وارد شهر تسخینوالی شدند. دمیتری مدودف، رئیس‌جمهور وقت روسیه، این اقدام روسیه را در جهت دفاع از شهروندان روسی ساکن در اوستیای جنوبی عنوان کرد. میخیل ساآکاشویلی رئیس‌جمهور گرجستان اعلام کرد: گرجستان از خود در برابر حملات روسیه دفاع خواهد کرد. گرجستان همچنین اعلام کرد که هواپیماهای جنگی روسیه فرودگاه بین‌المللی تفلیس را بمباران کرده‌اند. روسیه همچنین ناوهای جنگی خود را به بندرهای گرجستان در حاشیه دریای سیاه اعزام کرد. همچنین چهار افسر روسی نیز توسط گرجستان دستگیر شدند.
روسیه و نیکاراگوئه پس از پیروزی استقلال‌طلبان، به ترتیب در ۲۶ اوت و ۳ سپتامبر ۲۰۰۸ استقلال اوستیای جنوبی را به رسمیت شناختند. اما اعضای ناتو، اتحادیه اروپا و اکثر کشورهای دیگر آن را بخشی از گرجستان می‌دانند.
مقامات گرجستان، اوستیای جنوبی را یک سرزمین اشغال شده توسط روس‌ها می‌دانند. از سوی دیگر شایعاتی در مورد پیوستن احتمالی اوستیای جنوبی به فدراسیون روسیه وجود دارد.

## پیش‌زمینه
اهالی اوستیا، یک اقلیت قومی مجزا از گرجی‌ها هستند که در کنار رودخانه دون زندگی می‌کنند. اوست‌ها یا آسی‌ها در زبان خود، قوم خود را ایرنی می‌نامند. نیای آن‌ها آلان‌ها بودند و زبان آسی نیز از زبان‌های ایرانی شاخه خاوری است. آسی‌ها پس از حمله نیروهای مغولی در سدهٔ سیزدهم میلادی، از دیگر سرزمین‌های قفقاز رانده شده و به اوستیای کنونی آمدند بخشی از آنها در اوستیای شمالی و گروهی دیگری در اوستیای جنوبی مستقر شدند. اوستیای جنوبی در بیشتر کشورهای جهان به عنوان قسمتی از گرجستان شناخته می‌شود. اوستیای جنوبی حدود ۷۰ هزار نفر جمعیت دارد که از این تعداد (حدود ۱۴ هزارنفر) از آن‌ها را اقلیت گرجی‌تبار تشکیل می‌دهند. وسعت این منطقه از لحاظ مقایسه ۱٫۵ برابر کشور لوگزامبورگ است. در سال‌های ۱۹۹۲–۱۹۹۱ درگیری‌های گوناگونی برای استقلال از گرجستان در اوستیای جنوبی رخ داد که منجر به مرگ دو هزار نفر شد. علت این درگیری‌ها تلاش مردم اوستیای جنوبی برای اتحاد با منطقه خویشاوند خود، (اوستیای شمالی) بود.
در سال ۱۹۹۲ میلادی و پس از رسیدن به یک توافق‌نامه صلح، هر کدام از کشورهای روسیه و گرجستان ۵۰۰ نیرو را برای تأمین صلح به اوستیای جنوبی اعزام کردند. سپس گرجستان نیروهای حافظ صلح روسیه را متهم به جانبداری از جدایی‌طلبان اوستیای جنوبی کرد. دولت روسیه این اتهام را رد کرد. پس از برقراری صلح، بار دیگر درگیری‌های پراکنده‌ای بین نیروهای گرجستان و جدایی‌طلبان آغاز شد. میخائیل ساکاشویلی به مردم اوستیای جنوبی وعده اختیارات خاص به این منطقه را در قالب یک دولت فدرال داد، ولی جدایی‌طلبان خواستار استقلال کامل این منطقه از گرجستان شدند. برخی از منابع خبری اعلام کردند که بیش از نیمی از جمعیت اوستیای جنوبی، گذرنامه روسی دارند دمیتری مدودف این رقم را در حدود ۹۰ در صد از ساکنان اوستیا دانست و آمادگی روسیه را برای حمایت از شهروندان خود اعلام کرد.

## جنگ سایبری
درگیری‌های دوطرف به جنگ سایبری نیز کشیده‌شد. وبگاه اینترنتی بانک ملی گرجستان مورد حمله هکرها قرار گرفت و صفحه اصلی آن حذف شد و صفحه‌ای حاوی نگارخانه دیکتاتورهای قرن بیستم جایگزین آن شد. وبگاه‌های خبری گرجستان نیز مورد حملات اینترنتی قرار گرفتند. به وبگاه وزارت دفاع گرجستان نیز نفوذ شد. در ابتدا هر دو وبگاه بانک ملی گرجستان و وزارت امور خارجه گرجستان به ناچار خاموش شدند ولی دوباره آغاز به کار کردند. در مقابل، دولت گرجستان از پخش برنامه‌های تلویزیونی روسیه جلوگیری کرد. همچنین وبسایت وزارت دفاع و وزارت انرژی روسیه، توسط هکرهای گرجی هک شد و پرچم وزارت دفاع گرجستان بروی صفحه قرار گرفت. چندین وبگاه اینترنتی حامی روسیه نیز در گرجستان مسدود شد. پس از صلح این وبگاه‌ها دوباره به حالت فعال بازگشتند. این حملات اینترنتی دارای سابقه بود. در آوریل سال ۲۰۰۷ میلادی حمله هکرهای روسی به وب‌سایت‌های جمهوری‌های خودمختار، سیستم‌های انتقال داده در این جمهوری‌ها را با اختلالات گسترده‌ای مواجه کرد. دلیل این امر ناراحتی و اعتراض این هکرها به برداشتن بنای یادبود جنگ جهانی دوم شوروی سابق از مرکز شهر تالین پایتخت جمهوری استونی بود.

## واکنش بین‌المللی
با وجود آغاز این جنگ دبیرکل ناتو اعلام داشت که تعهد این سازمان مبنی بر عضویت آتی گرجستان در این سازمان همچنان به قوت خود باقی است. وی افزود ناتو، به درخواست‌های گرجستان برای کمک، به صورت اضطراری رسیدگی می‌کند. دولت روسیه با تمایل گرجستان برای پیوستن به ناتو به شدت مخالف است. همچنین ناتو به علت حمله روسیه به گرجستان از پذیرفتن یک کشتی روسیه برای شرکت در مانور نظامی بین‌المللی در دریای مدیترانه خودداری کرد. دولت روسیه آمریکا را متهم به آموزش و حتی شرکت در این جنگ کرد ولی آمریکا ضمن رد این اتهامات اعلام کرد که مستشاران نظامی آمریکا برای آموزش آن دسته از سربازان گرجی که طبق برنامه قرار است به عراق اعزام شوند، در گرجستان بوده‌اند. همچنین پس از رسیدن به آتش‌بس شکننده در این جنگ شماری از اعضای اتحادیه اروپا خواهان اعزام نیروهای پاسدار صلح به اوستیای جنوبی، در چارچوب واحدی از پاسداران بین‌المللی صلح شدند. با شدت گرفتن درگیری روسیه و گرجستان دونالد تاسک، نخست‌وزیر لهستان اعلام کرد که اقدامات روسیه در گرجستان احتمال امضای توافق‌نامه موشکی این کشور با آمریکا را تقویت می‌کند. در نهایت دولت لهستان این توافقنامه را امضا نمود که بر اساس آن به آمریکا اجازه ایجاد سپر موشکی در درون مرزهای این کشور داده می‌شود امضای این قرار داد خشم روسیه را برانگیخت.
در این بین دولت اکراین نیز اعلام کرد که کشتی‌ها ناوگان دریایی روسیه که بندر سواستوپل در کرانه‌های دریای سیاه و در خاک اوکراین را به منظور جنگ میان روسیه و گرجستان ترک کرده‌اند، برای ورود مجدد باید از دولت این کشور اجازه بگیرند دولت روسیه این موضوع را ناقض توافقنامه دوطرف دانست آنگلا مرکل، صدراعظم وقت آلمان ضمن آنکه خواهان خروج نیروهای روسی از خاک گرجستان شد به نشانه همبستگی با گرجستان اعلام کرد که از عضویت گرجستان در ناتو حمایت خواهد کرد.

## تلاش‌ها برای ایجاد صلح
پس از آنکه دولت فرانسه پیشنهاد صلحی را به دوطرف درگیری‌ها پیشنهاد کرد میخائیل ساکاشویلی، رئیس‌جمهور گرجستان اعلام کرد که او این طرح آتش‌بس را امضاء کرده است. علاوه براین روسیه نیز قرارداد صلح پیشنهادی فرانسه برای صلح با گرجستان را امضا کرد. طبق این قرارداد صلح، نیروهای روسیه باید خاک گرجستان را ترک کنند اما سرگی لاوروف، وزیر امور خارجه روسیه اعلام کرد که که نیروهای روسیه، تا زمانی که لازم باشد در گرجستان می‌مانند و از تعیین جدول زمانی برای خروج نیروهای روسی از خاک گرجستان خودداری کرد. مطابق با این توافقنامه که دارای ۶ بند بوده و توسط دوطرف درگیری امضاء شده است نیروهای روسیه باید به پایگاه‌ها و مواضعی بازگردند که پیش از آغاز درگیری‌های در آن‌ها مستقر بودند، دیمتری مدودیف، رئیس جمهوری روسیه نیز اعلام کردکه نیروهای روسیه در ۱۸ اوت ۲۰۰۸ خروج از خاک گرجستان را آغاز خواهند کرد. این توافقنامه آتش‌بس شش ماده‌ای پیشنهاد شده توسط فرانسه شامل توقف فوری جنگ، احترام به حاکمیت گرجستان در منطقه مورد مناقشه و برقراری مجدد وضعیت پیشین حاکم بر منطقه می‌شود.
بر اساس این توافقنامه، نیروهای صلح بان روسی، و نه نیروهای اعزامی این کشور پس از شروع درگیری‌ها، اجازه خواهند داشت که در مناطق اوستیای جنوبی و ابخازیا حضور داشته باشند. در ۱۹ اوت تبادل اسیران بین گرجستان و روسیه آغاز شد در اولین مرحله از این تبادل پانزده سرباز گرجستانی با ده سرباز روسی مبادله شدند. با وجود آنکه روسیه طرح صلح پیشنهادی فرانسه را پذیرفت و خروج از خاک گرجستان را آغاز کرد ولی اعلام کرد که دو منطقه جدایی طلب اوستیای جنوبی و آبخازیا، دیگر به هیچوجه نمی‌خواهند بخشی از خاک گرجستان باشند. در پی فرایند صلح روسیه اعلام کرد که برای پذیرش یک‌صد ناظر اروپایی برای سفر به گرجستان و نظارت بر عقب‌نشینی نیروهای روسی از گرجستان آمادگی ندارد. در همین حال، الکساندر بورتنیکوف، رئیس سرویس امنیت فدرال روسیه، گرجستان را به توطئه برای انجام حملات تروریستی در این کشور متهم کرد.

## اثرات

### استقلال اوستیا و آبخازیا
پس از رسیدن به صلحی ناپایدار و پایان درگیری‌ها، دیمتری مدودف در نطقی تلویزیونی، استقلال جمهوری‌های اوستیای جنوبی و آبخازیا را به رسمیت شناخت. دوما روسیه نیز پس از این سخنان مدودف، رأی به استقلال این دو منطقه داد. روسیه همچنین اعلام کرد که به این دو منطقه کمک نظامی خواهد کرد. همزمان شورای امنیت سازمان ملل درخواست نمایندگانی از اوستیای جنوبی و ابخازیا، برای سخنرانی در نشست این شورا را نپذیرفت اعضای گروه هفت نیز این اقدام روسیه را تقبیح کردند. کشورهای عضو سازمان همکاری شانگهای نیز از این اقدام روسیه حمایت نکردند و بر یکپارچگی خاک گرجستان تأکید کردند. اتحادیه اروپا نیز طی بیانه‌ای ضمن تقبیح این اقدام روسیه، اعلام کرد که آینده روابط روسیه و اتحادیه اروپا به سرنوشت آتش‌بس بین روسیه و گرجستان وابسته است.

### اثرات اقتصادی
دولت گرجستان اعلام کرد که آسیب وارده از این جنگ به گرجستان یک میلیارد دلار بوده است؛ این درحالیست که بودجه گرجستان تنها سه میلیارد دلار می‌باشد. این جنگ باعث کاهش رشد اقتصادی گرجستان شد. رشد اقتصادی این کشور در سال‌های ۲۰۰۶ و ۲۰۰۷ بین ۱۰ تا ۱۲ درصد بود. پس از تشدید تنش‌ها میان روسیه و غرب بر سر درگیری‌های گرجستان، روسیه اعلام کرد آماده است که برخی توافق‌ها ازجمله واردات گوشت مرغ و خوک را که در چارچوب مذاکرات برای پیوستن به سازمان تجارت جهانی حاصل شده بود را قطع کند. همچنین در پی اجازهٔ ترکیه برای ورود ناوهای آمریکا به دریای سیاه روسیه و ترکیه علیه یکدیگر محدودیت‌های گمرکی وضع کردند.

## تلفات
براساس گزارش‌ها ۱۷۰ نظامی، ۱۴ پلیس و ۲۲۸ غیرنظامی گرجستان کشته شدند و ۱۷۴۷ نفر زخمی شدند. روسیه هم مدعی شد ۶۷ نظامی کشته و ۲۸۳ نفر زخمی شدند. اوستیای جنوبی ادعا کرد ۳۶۵ نفر نظامی و غیرنظامی اش توسط نیروهای گرجستان کشته شدند. در مجموع حدود ۸۵۰ نفر از هر دوطرف جان خود را از دست دادند.

## محکومیت گرجستان برای آغاز جنگ، انتقاد از روسیه بخاطر تحریک
در گزارشی که به دستور اتحادیه اروپا دربارهٔ جنگ گرجستان و روسیه تهیه شد، گرجستان در شروع جنگ با گلوله‌باران اوستیای جنوبی در تاریخ ۷ اوت ۲۰۰۸، مقصر شناخته شده است؛ ولی هم‌چنین گفته‌شده که اقدام گرجستان در پی یک دوره طولانی اقدامات تحریک‌آمیز و فشار مداوم از جانب روسیه بوده است.

## یادداشت ها
1. ↑  اوستیای جنوبی محل مناقشه میان حکومت این منطقه و گرجستان است. تنها چند کشور معدود آن را به عنوان کشوری مستقل به رسمیت شناخته‌اند و بسیاری از کشورهای دنیا آن را بخش قانونی گرجستان می‌دانند.
2. ↑  آبخاز's status is disputed. It  considers itself to be an independent state, but this is recognised by only a  few other countries. The گرجستان government and most of the  world's other states consider Abkhazia دوژور  a part of Georgia's territory. In Georgia's official subdivision it is  an جمهوری خودمختار, whose government  sits in exile in تفلیس.
3. ↑  این جنگ با نام‌های مختلفی از جمله جنگ پنج روزه، جنگ اوت یا حمله روسیه به گرجستان نیز شناخته می‌شود.